# Moviment Indi Americà
El Moviment Indi Americà (American Indian Movement, AIM, en anglès) és una organització fundada el 28 de juliol del 1968 a Minneapolis, pels anishinaabemowin Clyde Bellecourt, Dennis Banks i George Mitchell, com a "societat guerrera al servei del poble indi" amb l'objectiu de reconstruir l'economia per tal de fer que els indis fossin autosuficients a les seves reserves.
Els objectius del Moviment Indi Americà són la lluita contra la injustícia racial i contra el subdesenvolupament de les comunitats índies. Les prioritats estan marcades per les comunitats índies, les quals informen a la direcció del moviment de les accions que consideren que són prioritàries d'emprendre. L'organització té 79 capítols o seccions, nou d'elles al Canadà, totes elles autònomes, ja que és un moviment panindi. El 1990, el cap era Oyate Wacinyapi o Russell Means, Dakota. L'any 1970, van crear les Survival Schools, a fi de recuperar la cultura índia.

## Orígens
L'any 1962, dos presos ojibway de Stillwater (Minnesota), Clyde Bellencourt (condemnat a 3 anys per robatori mà armada) i Eddy Benton Banai, excitats per les protestes índies, arribaren a la conclusió que els indis havien de resoldre els seus problemes ells mateixos per sobreviure. Així, organitzaren 46 presoners indis en una mena de programa d'educació índia. Alguns d'ells havien participat en les lluites contra l'extermini de llurs tribus (61 grups tribals foren exterminats entre el 1954 i el 1961). El 1964, Clyde Bellencourt fou alliberat sota paraula i intentà organitzar el Red Ghetto de Minneapolis a l'estil dels Moviments pels drets civils. Així, el juliol del 1968, amb E.B. Banai, George Mitchel i Dennis Banks (1932) fundaren el Concerned Indian Americans, futur AIM. Des d'ací denunciaren el racisme a la feina. Anteriorment, havien reclamat la igualtat en la feina, habitatge i educació. Bellencourt va organitzar patrulles per protegir els indis de la violència policial, va filmar les detencions il·legals i va informar dels drets als detinguts. Per aquest motiu fou apallissat unes 30 vegades.
El 6 de març del 1968, el president Johnson va trametre un missatge en el qual rebutjava la Termination. L'AIM va iniciar, aleshores, programes socials legals i va crear els "survival schools" a Milwaukee, Saint Paul i Minneapolis. El 1970, Russell Means o Oyate Wacinyapi, de Pine Ridge i cap del Cleveland's Indian Center, va participar en la Conferència Índia de Minneapolis i va fundar el capítol de l'AIM a Cleveland.
L'any 1969, Richard Nixon va nomenar comissionat d'afers indis el mohawk-sioux Louis R. Bruce i va retornar 19.200 hectàrees de terra sagrada als pueblo de Taos. Però, el 1975, va aprovar l'Autodetermination Indian Land.
Alguns d'ells formaren part del grup Indians of All Nations que entre el 20 de novembre del 1969 i el 14 de juny del 1971 van ocupar l'illa d'Alcatraz, basant-se en una llei que els permetia ocupar les terres que el govern federal abandonés, amb l'objectiu d'instal·lar-hi un centre cultural.

## Lluita pels drets i pels tractats
Entre la tardor del 1970 i la primavera del 1971, l'AIM i el grup Oglala Siux Tribe establiren un campament simbòlic al Mont Rushmore i celebraren el Dia de Dol Nacional a Plymouth (Massachusetts). Banks, Means i Trudell n'esdevindran portaveus i posaran de moda el look indi. No es van poder introduir, però, entre els hopi, iroquesos ni entre els puyallup-nisqually, als quals donaren suport perquè eren sospitosos de ser radicals. Reclamaren l'autodeterminació basant-se en l'art 1 de la Resolució 220 del 12 de desembre del 1966 de les Nacions Unides.
Poc després, van fer pactes amb la United Native Americans i amb Indians of All Tribes, mercè a la qual cosa se'ls uniren Leonard Crow Dog, lakota líder de la Native American Church, i Leonard Peltier, sioux-ojibwa de Turtle Mountain (Dakota del Nord), parlant d'ojibwa i coneixedor de la medicina índia, el qual, el 1965, es dedicà a rehabilitar alcohòlics i delinqüents a Seattle, on contactà amb els cosins militants de l'AIM Jim i Steve Robideau.
L'any 1970, Peltier, Richard Oakes, Mad Bear i dirigents xicanos participaren en les protestes de Fort Lawton (Seattle) pels drets de pesca. El mateix any, l'AIM va fundar chapters a Milwaukee (Herb Powless), Oklahoma (Carter Camp, potawatomi), Iowa (Lorelei Decora) i Cleveland (Russell Means). A Davis (Califòrnia) fou creada la Dehanawigha-Quetzalcoatl University, primera universitat xicano-índia.
L'any 1971, l'AIM intentà ocupar Fort Lawton; poc després va celebrar un Congrés a Farmington (Nou Mèxic), on protestaren per l'assassinat i mutilació de dotze indis, i un altre a Page (Arizona), on protestaren pels maltractes i discriminacions patits pels indis (Peltier i Bellecourt havien estat empresonats).
Cap al febrer del 1972, l'oglala Raymond Yellow Thunder fou assassinat a Gordon. Els assassins només foren acusats d'agressió i la família de l'assassinat no va rebre cap suport de la BIA ni de les autoritats tribals, fet que va provocar que el seu nebot Severt Young Bear demanés ajuda a l'AIM. Llavors, els membres del moviment organitzaren manifestacions amb les quals aconseguiren un nou judici i la dimissió dels caps de la policia local. Això els donaria prestigi davant els caps tradicionals de Pine Ridge. El cap de la reserva, Dick Wilson, conegut pel seu nepotisme i malversació de cabdals (usats per armar una milícia privada els Guardians of the Oglala Nation o GOON (que tenen tot el suport tant de la BIA com del FBI i del Departament de Justícia)), va cridar a la BIA i va prohibir les activitats de l'AIM a la reserva.
L'octubre del 1972, Sidney Mills, Russell Means i Hank Adams denunciaren, en una roda de premsa a Seattle, la mort de Richard Oakes, el 20 de setembre, a Santa Clara (Califòrnia), i demanaren protecció per als indis.
Means, Banks i Mad Bear Anderson també organitzaren la Marxa dels Tractats Violats i obtingueren cert suport del comissionat de la BIA, Louis Bruce (siux-mohawk), però Harrison Loesch, del Bureau of Land Management, era qui supervisava la BIA. El 1971, va decretar que els informes d'impacte ambiental a les explotacions mineres no eren aplicables a les reserves perquè "no són terra pública". Peltier, el chippewa Stanley Moore i Robert Burnette (cap del Consell Tribal de Rosebud) també ocuparen, durant cinc dies, els edificis de la BIA reclamant habitatges de qualitat.
El secretari d'informació, Rogers Morton, els va titllar de brètols i comunistes i la John Birch Society els comparà als CPUSA i als Black Panthers, acusats d'antiamericans. El FBI els considerà una amenaça nacional.
En aquells anys, van redactar com a programa els anomenats Twenty Points (vint punts), dels quals destaquen:
- Restauració de la constitucionalitat dels tractats, abolits el 1871, que reconeixien la sobirania índia, i el restabliment del Tractat de Fort Laramie del 1868.
- Elaboració d'una Llei de Reforma de la Terra, per restaurar-ne la base que permeti llur tradicional forma de vida.

El 22 de novembre del 1972, Peltier fou detingut per uns aldarulls en un restaurant a Milwaukee, fou maltractat i tancat cinc mesos.
Però, el 8 de gener del 1973, el FBI va qualificar els líders de l'AIM i dels Trail Fisheries com a "extremistes" i va dictar la persecució de 32 líders indis i decideixen neutralitzar-los amb els COINTELPRO. Richard Nixon, a més a més, afirma que ell només fa tractats amb les nacions estrangeres i no pas amb els seus propis ciutadans.
El gener del 1973 un altre oglala, Wesley Bad Heart Bull, fou assassinat en un bar de Buffalo Gap per un blanc, Darold Schmidt, el qual només va ser jutjat per agressió. La mare del difunt va demanar ajut a l'AIM, qui hi envia Means, Banks, Crow Dog i el choctaw Dave Hill. Hi ha incidents a Custer, i en l'enfrontament entre blancs i l'AIM del 6 de febrer n'arresten 30. En soltaran 19, però no pas Sara Bad Heart Bull ni als líders de l'AIM.
Simultàniament, els tradicionalistes de Pedro Bissonette fundaren l'Oglala Siux Civil Rights Organisation (OSCRO), i pel febrer del 1973 organitzen una marxa cap a l'edifici de la BIA per protestar per la renda de la terra i per demanar la destitució de Dick Wilson, ja que la policia entrà il·legalment a la reserva per tal de protegir-lo com un vulgar dictador del Tercer Món.

## Wounded Knee, 1973 i els incidents d'Oglala
Aleshores el 26 de febrer del 1973 el portaveu dels caps oglala, Frank Fools Crow (1890-1989), qui havia estat cap suprem dels lakota del 1930 al 1989, demana oficialment ajut l'AIM. Gladys Bissonette recapta diners i aliments, però l'església els nega suport i calla els fets. El dia 28 decideixen marxar cap a Wounded Knee i publiquen un escrit demanant que negociïn les demandes i que protegeixin els nens i ancians, amb el suport dels caps oglala Fools Crow, Edgar Red Cloud i Peter Catchey, i dels membres de l'AIM Carter Camp, Vern Young, Pedro Bissonette, Eddie White Wolf, el wichita Stan Holder, Crow Dog, Buddy Lamont, W. Black Elk, Clyde Bellecourt, Ellen Moves Camp, Frank Clearwater, el matrimoni Nogeeshik Aquash (chippewa) i Anna Mae Pictou-Aquash (micmac) i Russell Means. També hi era Rachel Hollow Horn, descendent d'un dels massacrats el 1891.
El 29 de febrer hi foren assetjats pel FBI. L'1 de març els senadors George MacGovern i James Abourezk els visitaren i s'entrevisten amb els líders Means, Bissonette i els xamans Crow Dog i Wallace Black Elk, i deploraren llur actitud, ja que havien lluitat pels drets dels indis en els anys seixanta. El 4 de març arribaren a un acord per a abandonar el setge si s'investigaven els fets, i reben suport dels metodistes. Però el dia 9 de març corre el rumor d'un assalt i en l'enfrontament és ferit l'oglala Milo Goings.
El 10 de març hi ha un alto el foc i els permeten llibertat d'acció, cosa que aprofitaren per agafar menjar i armes, de manera que l'11 proclamaren la Independent Oglala Nation, a peu d'igualtat amb els EUA, que tindrà una gran repercussió internacional. Sis blancs intentaren introduir-se, però foren desarmats. El 13 es dictaren interdictes contra Clyde Bellecourt, Dennis Banks, Carter Camp, Russell Means i Pedro Bissonette.
Alhora, el 22 de març un grup d'advocats encapçalats per Kenneth Tilson, de Saint Paul (Minnesota), formaren el Wounded Knee Legal Defense-Ofense Comittee (WKLDOC), i acusen d'il·legal el setge i l'entrada del FBI a la reserva. També reberen el suport dels veterans del Vietnam, del SDS i dels Weathermen. Així aconseguiren del 26 al 31 de març entrar a Wounded Knee malgrat l'oposició de Dick Wilson. El FBI demanà la intervenció de l'exèrcit, però aquest es negà per ser il·legal i estar injustificat.
Però el dia 26 de març els tallaren el telèfon i obligaren a marxar els de la NBC. Durant dos dies es produí un tiroteig, i després s'obriren negociacions on demanaren que una comissió negociés el Tractat del 1868. Finalment, el 5 d'abril es signà un acord per part de Russell Means, Leonard Crow Dog i el cap Tom Bad Cod, que anaren a Washington, però el govern es negà a negociar mentre els seus companys estiguessin armats, a la qual cosa Holder es va negar tot recordant el Wounded Knee del 1891.
El 17 d'abril és ferit i mort el cherokees Frank Clearwater, i el 26 d'abril Buddy Lamont, veterà del Vietnam. Tots dos foren enterrats a Wounded Knee. El 27 d'abril fou empresonat Pedro Bissonette, però fou alliberat més tard sense càrrecs i tornà a Pine Ridge. En total, entre el 1973 i el 1976 foren morts entre 49 i 200 militants de l'AIM.
El 4 de maig una carta de Washington els promet que una Comissió es reunirà amb els caps teton per revisar el tractat del 1868; el dia 5 els assetjats ho acceptaren i el dia 9 abandonaren el setge, però en deixar-ho molts foren detinguts i maltractats. Endemés, el 17 de maig fan una trobada de la delegació de Washington a Kyle amb Frank Fools Crow, però no discuteixen res; queden pel dia 31, però no s'hi presenten, i només reben una carta de Nixon que afirma que ja els ha passat el temps. Alhora, uns 500 militants són proscrits i se'ls acusa de 1.085 delictes federals.
Del 25 de juliol al 5 d'agost del 1972 es reuneix la Convenció Nacional de l'AIM a White Oak (Oklahoma), on són escollits Dennis Banks (director nacional), Carter Camp i John Trudell (vicepresidents) i el navaho Larry Anderson (tresorer nacional), i voten continuar la campanya de rebuig a l'Indian Reorganisation Act del 1934, pel desmantellament dels Indian Councils i de la BIA, i donar suport als boicots del xicà César Chavez. Però no hi ha un acord en com acabar amb la repressió. Clyde Bellencourt és contrari a l'ús de la violència, Banks, Powless i Carter Camp reclamen més disciplina. Per altra banda, Crow Dog i Means són acusats d'alcoholisme i de racisme vers els blancs i els no sioux. Això provocarà un enfrontament entre els partidaris de Means i els de Banks, i entre Clyde Bellecourt i Craig Camp, germà de Carter, cosa que els donaria fama d'exconvictes violents.
Alhora s'inicià la persecució i cacera contra el grup. El 17 d'octubre del 1973 Pedro Bissonette fou mort a trets per 20 policies de la BIA, esperonats per Dick Wilson. Abans havien mort Aloysious Long Soldier (OSCRO) a Kyle, i feriren Vern i Clarence Cross. En l'enterrament de Pedro hi participaren 2.000 persones i l'AIM organitzà patrulles de vigilància, dirigides per Jim Robideau i Leonard Peltier.
El 8 de gener del 1974 Banks i Means foren jutjats a Saint Paul (Minnesota), amb una manifestació a favor seu de 65 líders oglala, entre ells Fools Crow. D'acord amb el Tractat del 1868, reclamen l'estatut de presos polítics. Dee Brown i Vine Deloria Jr declaren a favor seu, i el FBI queda en evidència quan intenta manipular els testimonis. El jutge rebutja la majoria d'acusacions (bandidatge, segrest, possessió d'armes il·legals) i acusa el FBI de manipulació. Finalment, el 17 de setembre són declarats no culpables, demana la cancel·lació de la resta de causes pendents, i acusa el FBI d'assetjament i d'intentar arruïnar econòmicament l'AIM amb els judicis. Tot i així, el 1975 uns 32 casos més acabaren sense judici.
El 24 d'abril del 1974 fou jutjada Sara Bad Heart Bull i condemnada d'un a quatre anys de presó per pressions del fiscal William Janklow, cosa que provocà actes de desobediència civil índia i agressions als jutjats.
William Janklow havia estat acusat el 14 de gener del 1967 del rapte i violació de la noia Jacinta Nilak Eagle Deer (15 anys), neboda de Leonard Crow Dog. La seva mare, Delphine, va morir d'una pallissa a dependències de la BIA. La noia va reaparèixer el setembre del 1974 a Des Moines i ho intentà denunciar, però el cas fou rebutjat per manca de proves. El 4 d'abril del 1975 fou assassinada.
El juny del 1974 l'AIM patrocinarà la I Trobada del IITC, amb 3.600 indis de 97 tribus a Mobridge (Standing Rock) i s'arribarà a un acord perquè l'única esperança pels indis és l'autodeterminació.
Mentrestant, Anna Mae Aquash sospitava que Jimi Durham era un confident; havia treballat al Boston Indian Council rehabilitant alcohòlics i drogoaddictes, també treballà a la survival school de Saint Paul, Red School House, i entrà a l'AIM amb Banks. Això també ho sospitaven Darreille Dean Dino Butler, i l'actriu inuit Kelly-Jean MacCormick, amiga d'Ernie Petois, cap de la West Coast Office de l'AIM.
El xaman chumash Paul Semu Huaute, lligat a l'AIM, intentà atraure a les seves cerimònies a gent de Hollywood com David Carradine. Però el 10 d'octubre del 1974 fou assassinat a Box Canyon un jove taxista blanc, George Aird, i n'acusaren dos militants de l'AIM, l'ojibwa Paul Skyhorse Durant i el tuscarora Richard Mohawk Billings, ambdós amb antecedents per robatori i alcoholisme; havien estat abandonats per l'AIM, tot i que el gener del 1973 havien fundat el chapter d'Illinois. Foren jutjats l'1 de juny del 1977, i el 24 de maig del 1978 foren alliberats sense proves. Però això va fer molt mal la imatge de l'AIM, que va perdre molt suport econòmic. Temps més tard, tots dos foren empresonats novament per robatori i altres càrrecs.
El 1975 la producció econòmica a terra índia era de 2.700 milions $ en petroli i gas, 187 milions $ en carbó, 349 milions $ en urani i 434 milions $ en coure, zinc, fosfats i calç.
Durant el 1975 també foren assassinats els membres de l'AIM d'Iowa Harvey Major i Ron Petite. I el 12 de març del 1975 Durham va fer una roda de premsa a Chicago on va reconèixer que era un confident. Poc abans, Leonard Peltier i Powless foren detinguts a Hot Springs (Dakota del Sud) sota acusació de sindicalisme criminal, com Bill Means ho fou per droga, i Russ Means i Dick Marshall per assalt amb intent d'assassinat. En total, uns 28 militants de l'AIM foren detinguts.
Pel gener del 1975 Harry Jumping Bull, líder espiritual oglala, cedirà unes terres a Banks per fer una ciutat alternativa segons els ideals de l'AIM, amb suport d'Anna-Mae Aquash i Leonard Peltier, que s'anomenarà Tent City. Alhora, Dino Butler aconsegueix el suport de l'AIM als tututni en la reclamació de la boca del riu Rogue.
Mentrestant, el 7 de febrer del 1975 se celebraren eleccions al Consell Tribal de Pine Ridge, on Dick Wilson va obtenir 1.714 vots contra els 1.514 de Russell Means, candidat de l'AIM. La US Commission of Civil Rights va declarar per manca de votants majoritaris. Aleshores Wilson intenta expulsar de la reserva als opositors, i des del 26 de febrer Means i Marshall foren atacats pels GOON. Es produeix un regnat del terror que portarà l'AIM i Wilson als tribunals estatals. L'AIM rebrà el suport del nou superintendent de la BIA, Al Trimble (mig oglala), oposat a llogar terres, i els cedeix crèdits pel ramat, però serà destituït el 20 de març del 1975. Poc després es produïren set morts en enfrontament amb els GOON, entre ells Jeanette Bissonnette i Richard Eagle (11 anys).
El juny del 1975 Carter Camp, Crow Dog i Stan Holder foren jutjats a Cedar Rapids (Iowa), però se saldà amb petites condemnes i llibertat sota paraula. Clyde Bellencourt ni tan sols arribaria a ser jutjat. Alhora, l'1 de juny Fools Crow, Frank Kills Enemy (86 anys, net de Red War Bonnet, un dels 11 signants del tractat del 1868) i Charlie Red Cloud (de 90 anys) signaren una resolució de sobirania basada en el tractat del 1868, on amenaçava que si la policia no investigava els assassinats no reconeixerien l'autoritat de la BIA i establirien un govern tradicional, rebutjava les lleis posteriors i donava suport a l'AIM. El Lakota Treaty Council serà l'única autoritat reconeguda. Nogensmenys, el dia 10 tropes federals penetraren a Pine Ridge.
Alhora, del 6 al 8 de juny del 1975 se celebrà la VIII Convenció Anyal de l'AIM a Farmington (Nou Mèxic), on participaren 800 indis, però mostra un fluix lideratge. Peltier defensa Aquash, acusada de confident; Means, ferit al ronyó per la BIA a Standing Rock, no hi va. En acabar, Peltier, Robideau, Banks i molts més s'estableixen amb Jumping Bull, ja que Wilson, tot violant el tractat del 1868, pactà una transferència de terres.
El 24 de juny una bomba trencà les finestres del centre de visitants de Mount Rushmore. La nit del 25 al 26 de juny del 1975 es produí un tiroteig quan el FBI i els BIA Robert Ecoffey (oglala) i Glenn Little Bird (nez percé) intentaren invadir Tent City a la recerca de James Theodor Eagle amb tres AIM més, Teddy Pourier, Hobart Horse i Hermann Thunder Hawk, acusats d'assalt amb armes i intent d'assassinat. Dos agents, Jack Coler i Ronald Williams, foren morts, i la BIA matà Joe Stuntz. Butler, Peltier i Robideau, amagats per la gent de la reserva com Morris Wounded i Oscar Bear Runner, aconsegueixen escapar. El FBI va manipular els fets, acusant-los de dur metralletes, de fer assassinat ritual, d'afusellament i de fabricar bunkers a Wounded Knee, però fou denunciat per l'USCRC. Per la seva banda, John Trudell denuncià que els FBI atacaren dos adults, sis nens i dos ancians.
L'1 de juliol el coordinador de l'AIM Ted Means, anuncià la marxa de Keystone a Mount Rushmore en honor de Stuntz i fan una ofensa a les cares dels presidents, mentre el FBI alerta sobre possibles esquadrons suïcides. Així, el dia 5 apareix l'ordre de receerca i captura contra Peltier, Butler, Robideau i Jimmy Eagle: registraren cases sense permís i provocaren la mort d'un ancià, James Bings Yellow. El dia 12 el Siux Tribal Council demanà la retirada del FBI de Pine Ridge, i reberen el suport de la BIA, mentre l'USCRC acusa el FBI de practicar una invasió militar a gran escala.
El dia 9 és atrapat Jimmy Eagle, qui és interrogat i inventa la teoria de l'emboscada i incrimina Peltier i Joanna LeDeaux (WKLDOC). L'agost del 1975 uns 30 líders de l'Oglala Lakota Nation viatgen a Washington per demanar sobirania i denunciar Dick Wilson. Així, el 5 de setembre Fools Crow parlarà al Senat dels EUA, mentre William Janklow incriminarà nombrosos lakota de l'AIM, com Crow Dog, remeier sense armes, qui serà empresonat 27 mesos i Anna Mae Aquash.

## La mort d'Aquash i el cas Peltier
El 4 d'octubre el FBI assaltà les oficines del WKLDOC a Rapid City; el 13 de novembre Banks, Peltier i Aquash fugiren al Canadà, però tots tornaran llevat Peltier. El 25 de novembre es dictarà ordre d'arrest per a Eagle, Butler, Robideau i Peltier.
El 31 de gener del 1976 Dick Wilson és derrotat a les eleccions tribals per Al Trimble; els seus seguidors provocaren un tiroteig en el qual assassinaren a Wamblee Byron de Sersa, advocat i descendent de Black Elk, i detenen Guy Dull Knife, un dels partidaris de Trimble; Nilak Butler és arrestada dues setmanes, i el dia 23 de gener Banks, arrestat a Oakland (Califòrnia), on reclamà asil polític, mentre Janklow en demanà l'extradició. El 24 de febrer trobaran morta a Pine Ridge Ana-Mae Aquash. L'u de març Hobart Horse (AIM) serà mort a Pine Ridge.
El 29 de març del 1976 és jutjat Dick Marshal, fundador de l'OSCRO, membre de l'AIM i del Commitee for Better Tribal Government, acusat amb Means d'intent d'assassinat de Martin Montileaux, qui morí poc després. Fou condemnat a cadena perpètua, però alliberat el 1984.
Peltier, amagat pel cree Robert Smallboy a Alberta, fou arrestat el 6 de febrer del 1976, però rebé el suport dels indis canadencs i d'AI. Steve Robideau i Russ Redner ho aprofitaren per crear un Indian Center a Vancouver. Aquell mateix any, el senador Abourezk va publicar un informe on denuncià el fet que 3.406 dones i 142 homes indis fossin esterilitzats sense permís a Oklahoma, Dakota del Sud, Arizona i Nou Mèxic.
El 7 de juny del 1976 Butler i Robideau foren jutjats a Cedar Rapids pels fets de Jumping Bull. El FBI engega una campanya de desprestigi, com quan acusà June Little, fundador a Pine Ridge del Citizens Commitee in Oglala amb Edgar Bear Runner i Sam Loud Hawk, d'entrenar 200 guerrers per a matar el governador, d'aliar-se amb els comunistes, etc. Les germanes Iris i Angie Long Visitor foren empresonades fins a desembre del 1975 per negar-se a cooperar. Finalment, el 16 de juliol foren declarats no culpables. Fins i tot, l'agost serà sobresseït Jim Eagle, tot i que reconegué la seva participació en els fets.
EL FBI portà el testimoni de Myrtle Lulu Poor Bear, qui afirma ser promesa de Peltier i que testifica contra ells, raó per la qual el govern canadenc accedí a l'extradició el 18 de juny del 1976. Però la veritat és que el dia dels fets ella no hi era, i no fou cridada a declarar en el judici. Peltier serà enviat a Rapid City el 16 de desembre del 1976, però el judici es farà a Fargo (Minnesota) el 14 de gener del 1977, amb testimonis hostils o el de la pertorbada Myrtle Lulu Poor Bear. El desembre del 1977 fou condemnat a dues perpètues; l'apel·lació li fou denegada el setembre del 1978, cosa que provocaria una marxa de protesta davant la Cort Suprema l'11 de febrer del 1979.
Alhora, Trudell, portaveu de l'AIM, està casat amb Tina Trudell, paiute-xoixon líder dels lluitadors pels drets de l'aigua a la reserva Duck Valley (Nevada) el 1975, i es funda la secció femenina de l'AIM, la Women of All Red Nations (WARN), dirigida per Madonna Gilbert i Lorelei Means. Alhora, apareixen els grups ultradretans South Dakota for Civil Liberties i Congress for Equal Rights and Responsabilities, partidaris d'abolir tant els tractats com les reserves. Els senadors Kennedy, Meads i Cunningham abroguen per una nova termination i es planeja l'Independence Project, pel qual es declararia zona nacional sacrificada les reserves de les planures del Nord amb el desmantellament de les comunitats per la posada en tutela.

## La lluita a la dècada del 1980
El 1977 la US Court of Claims va afirmar que no hi havia cap tractat vàlid de cessió de les terres de Paha Sapa, i que foren arrabassades sense cap mena de compensació. Ofereixen a "The Dakota Nation" un total de 17,5 milions $ (valor de Paha Sapa el 1877) i una modesta fracció de 10.000 milions $ en or pel que hi van treure. Però, els tradicionalistes i el Consell Tribal de les Set Tribus el rebutjaren.
L'11 de febrer del 1978 es va fer una nova marxa San Francisco-Washington (5.500 km) de protesta. Alhora, Jim Vander Wall participa en les protestes antinuclerars de Fort Saint Vrain (Denver) del 1978.
El 1979 la Court decidí que tenien dret a 102 anys d'interessos, raó per la qual la quantitat pujava a 122 milions $, malgrat que es calculen en 80.000 milions $ les reserves d'urani. Endemés, el Departament de Justícia ho considera massa car, i s'empara, per una banda, en la Decisió Lone Wolf del 1903, per la qual el Congrés tenia tot el poder sobre els indis, incloses terres, i la Decisió Toe-hit-ton del 1955, segons la qual, en establir-se la Termination, s'abolia l'anomenat Indian title. Per la seva banda, els tradicionalistes reclamaven 1.320.000 acres (el 75% de Paha Sapa), declarades forest estatal i que podien ser retornades als indis sense perjudicar als ciutadans privats, però aquesta visió fou ignorada.
El 20 de juliol del 1979 Peltier, qui sospita que el volen assassinar a la presó, es fugà amb Dallas Thundershield i Bobby Garcia. Fou capturat novament el dia 27. Això provocaria un nou judici a Los Angeles el novembre del 1979, on la policia colpejà Nacho Flores, coordinador de l'AIM a Califòrnia, i a dos testimonis de la defensa. El 4 de febrer del 1980 fou condemnat a 7 anys més. Allí contactaria amb Archie Fire Lame Deer, creador d'una tenda de sudació a la presó de Lompoc. Endemés, lluitaria per l'aplicació al penal de Marion de l'American Indian Freedom of Religion Act aprovada el 1978, que els permetia practicar la religió tradicional.
La pressió contra els membres de l'AIM no es va aturar. El navaho Mike Anderson fou assassinat el 1977, i l'u d'octubre del 1981 Roque Dueñas fou ofegat al Puget Sound. Bobby García fou trobat mort a la seva cel·la de la presó de Terre Haute (Indiana) el 13 de desembre del 1980. Means, cap de l'AIM a Dakota del Sud, fou empresonat el 1976 i el 1978. El 1977 obligaren a dissoldre el WKLDOC, dirigit per Kenneth Tilsen i Bruce Ellison, que passarà a anomenar-se Native American Solidarity Commitee (NASC). Però Bob Robideau, cosí de Peltier, fou alliberat l'abril del 1980.
El juny del 1980 es presentà el recurs de Louis Bad Wound en nom de l'Oglala Sioux Tribe of Pine Ridge Reservation, oposat a l'AIM de Russ Means, on es demanava que no es pagués cap part de l'acord, però el setembre fou denegat. Aleshores, l'advocat Arthur Lazarus va signar l'acord econòmic sense consentiment de la majoria lakota i s'embutxacà 10,5 milions $, malgrat l'oposició tant de Bad Wound com de l'AIM. Reclamaven 7,3 milions d'acres de Paha Sapa i 11.000 milions $ en perjudicis, i s'uniren al senador Abourezk, a la Native American Rights Fund i a Indian Law Resources Center. Tot i així, el gener del 1982 el Tribunal Suprem rebutjà reobrir el cas.
Durant la dècada dels 80 els senadors proindis, Abourezk, MacGovern, Bayh i Church, foren pressionats i postergats per Ronald Reagan. Tanmateix, el 1981 els congressistes Tony Moffat i Wyche Fowler demanaren l'anul·lació de la sentència de Peltier. Reagan, endemés va retallar els diners dels serveis socials i es van perdre 400 llocs de treball a Pine Ridge.
Nogensmenys, el 4t Tribunal Russell del 1980, consagrat a la situació dels indis de tota Amèrica, ataca les polítiques governamentals d'expropiació de terres, i registra 45 demandes de Consells Tribals Tradicionals denunciant la situació. Així, entre juny i novembre del 1980 van fer una Segona Llarga Marxa Est-Oest, alhora que xeiene i dakota refusen indemnitzacions per un territori que mai no han cedit (ja que en perdrien drets), sinó pels danys fets als boscos de les reserves.
El 23 de febrer del 1981 Dino i Gary Butler foren detinguts a Vancouver i empresonats a Oakella, acussats de disparar un policia; com que també ho estaven de la mort de Donald Pier, empresari fuster de la Georgia Pacific a Toledo (Oregon) el 21 de gener del 1981 per robar fusta als tututni, desfent cementiris tradicionals i venent-ne les troballes, el govern demanà la seva extradició, tot i que ja els havien descartat. El març del 1982, però, Dino Butler fou sentenciat al Canadà a 4 anys de presó.
El març del 1981 el fill de Russell Means, Hank, fou condemnat a 22 anys de presó per un assalt armat que provocà la mort d'un capellà.
El 4 d'abril del 1981 una caravana de 20 cotxes estableix un campament a Victoria Creek Canyon, poc després de posar sota la jurisdicció de l'estat de Montana els marges del Big Horn que passaven per la Reserva Crow. El camp en terra federal, anomenat pels ocupants Yellow Thunder Camp, era el primer pas per reassentar-se a Paha Sapa, basat en l'"ús continuat" establit en el Tractat del 1868", i en la Llei Federal del 1897 per a construir escoles i esglésies. El 6 d'abril Matthew King, líder espiritual oglala descendent de Cavall Boig/Tashunka Witko, reclama 800 hectàrees de bosc a l'US Forest Service, i intenten impulsar-hi energia alternativa. Rebran suport dels ecologistes blancs, de la BIA i de les esglésies. També hi participaren Russ Means i tot l'AIM de Dakota. També reberen el suport del cap Fools Crow i de Vine Deloria Jr, qui ho veia una alternativa realista als programes federals, però per disputes tàctiques les líders del WARN, Madonna Gilbert i Lorelei Means li retiraren el suport. Allí també reactivaren el Tokala amb el suport tant de Russ Loud Hawk, representant del Tribal Council del districte de White Clay, com de Jumping Bull. L'entrada a Paha Sapa rebia el nom de Pte Ta-Tiyopa (Porta del Búfal), i editen la revista Oyate Wicaho.
El juny del 1981 els líders tradicionals de les Set Tribus anunciaren a Standing Rock l'establiment d'una casa de sudació tradicional i centre espiritual vora els petroglifs de Craven Canyon. L'OTC també hi va fer un campament, malgrat l'escepticisme d'Al Trimble, ara cap de l'Indian Center de Rapid City, ja que comptaven amb l'oposició de la BIA i perquè el nou cap del Tribal Council, Stanley Looking Elk, és un segon Dick Wilson.
El 25 de juny del 1981, aniversari de la mort de Custer, el Tribul Council va ocupar el Wind Cave National Park, on creien que hi va viure el primer lakota. També rendiren un homenatge a Stuntz i Anna-Mae Aquash, en el que hi participà Trudell, qui organitzarà rallies arreu del país en suport de Peltier amb Butler i Robideau.
El 13 d'agost del 1981 l'AIM de Dakota muntarà un nou camp Yellow Thunder, alhora que Bill Means reclama al secretari d'agricultura 800 acres de terreny, però aquest ho rebutja. L'agost del 1982 encara hi eren, però fou desmantellat per ordre governativa el 1988.
El setembre del 1981 el Camp Yellow Thunder fou aixecat després de la promesa federal d'un possible acord sobre Paha Sapa. Com que no l'acompliren, el novembre del 1981 un grup Tokala va aixecar un campament d'hivern a Flynn Creek, però el dia 15 foren empresonats per la policia.
Pel gener del 1982 es va fer una trobada dels líders de l'AIM a San Francisco: Banks, Bill Means, Clyde i Vernon Bellencourt, Janet MacCloud (lluitadora dels drets de pesca a Washington) i Philip Deer, líder espiritual dels creek d'Oklahoma. Decideixen donar suport a Peltier, Dick Marshal i Dino Butler i reobren l'oficina de Minneapolis. El 9 de febrer del 1982 el senador Thummond va anunciar una nova llei que denegaria tota futura reclamació de terra basada en la Non-Intercouse Act del 1790, base de les reclamacions índies a l'Est, alhora que Reagan amenaçava amb una nova Termination. A les eleccions del Tribal Council del març del 1982 Dick Wilson (mort el 1990) i Stanley Looking Elk foren vençuts per Joe American Horse, tradicionalista qui com a primera mesura va prohibir l'alcohol a la reserva. L'agost del 1982 se celebrà la Conferència sobre els Pobles Autòctons de l'ONU, on es fixa normes mínimes a aplicar per garantir-ne la intervenció de l'Onu quan els drets dels pobles amenaçats. Simultàniament, s'hi fa el I Tribunal Internacional dels Indis Americans per combatre la política racista i genocida de l'administració Reagan i de les multinacionals.
El 17 d'agost del 1985 uns 50 congressistes redactaren un acord per demanar un nou judici a Peltier, amb suport d'AI, Jesse Jackson, Desmond Tutu i Barbara Means Adams, escriptora de Pine Ridge. Però el 5 d'octubre del 1987 el Tribunal Suprem es nega a escoltar el cas, mentre que el 1992 l'advocada de Peltier, Yvone Bushyhead, denunciar estar assetjada per l'FBI.

## I la lluita continua...
El 1986 el Tribunal Suprem dictamina que la Black Hills National Forest havia discriminat als indis per haver practicat llur religió tradicional.
El 1988 es va aprovar la Llei que legalitzava les apostes i la venda d'alcohol a les reserves, de manera que en acabar l'any ja eren 140 tribus les que havien operat en 150 operacions de gambling, i passaren d'obtenir guanys de 287 milions $ a 32.000 milions $. A Minnesota, 11 tribus operaven 13 establiments de bingo i casino, amb 120 milions de dòlars de beneficis.
El 1989 protestaren llençant sang a l'estàtua de Colom a Denver. Pel 1991 les protestes es van estendre a l'ús de signes indis als esports, dirigides per Vernon Bellencourt (AIM) contra els Washington Redskins i Don Don Messec (American Indian National Congress) a Atlanta Los Bravos. Reclamen respecte, ja que la seva cultura no és una mascota, i van obtenir el suport del vicepresident de la Comissió Nacional contra el Racisme en l'Esport i els Media, Mike Haney. També van dur la lluita contra els símbols caricaturescs dels indis a la Destileria Hornell de Brooklyn, elaboradors del licor Crazy Horse, dirigida per un descendent seu, Big Crow, per tal de prohibir-ne la venda (va tenir molt d'èxit a Nebraska, Washington i Minnessota, on obté el suport del senador demòcrata blanc Andy Dawkins).
El 1992 Bernie White Star, qui havia treballat amb Nixon i Ford, va fundar a Seattle Daybreak Star, centre cultural que pretenia ser una universitat índia.